# Cmentarz żydowski w Bobrownikach
Cmentarz żydowski w Bobrownikach – kirkut społeczności żydowskiej niegdyś zamieszkującej Bobrowniki i Dęblin. Powstał w XIX wieku. Ma powierzchnię 1,8 ha. Znajduje się w zachodniej części miejscowości, przy ul. Dęblińskiej. Został zniszczony podczas II wojny światowej. Zachowało się około 10 nagrobków. Na cmentarzu znajduje się zbiorowa mogiła około 300 Żydów oraz kamień pamiątkowy. Niemcy wykorzystywali nagrobki z cmentarza do brukowania ulic - Rynku i Okólnej. Teren cmentarza jest uporządkowany i ogrodzony, furtka nie jest zamykana.

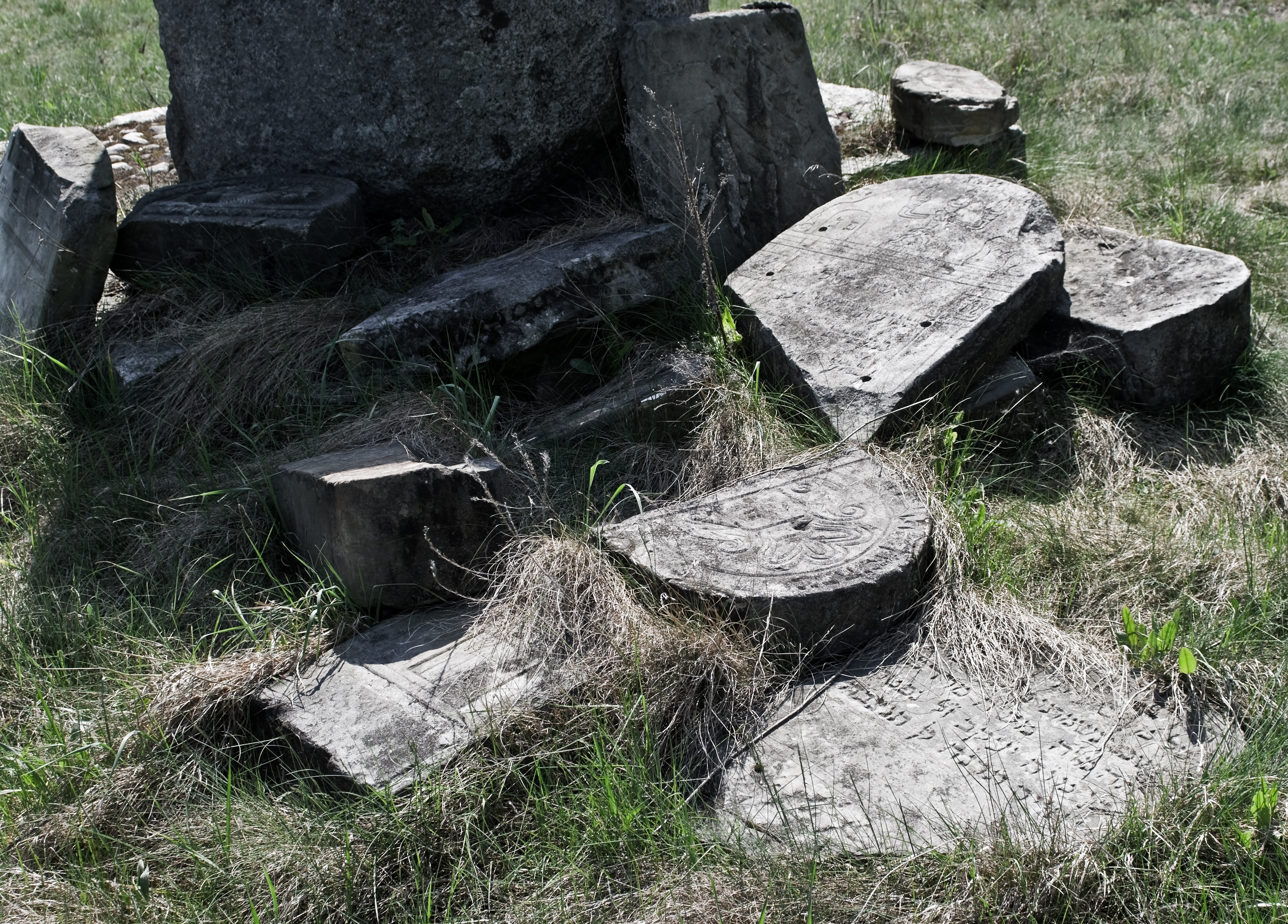
Fragmenty macew na cmentarzu żydowskim w Bobrownikach